# Limonia acinacis
Limonia acinacis är en tvåvingeart som beskrevs av Alexander 1965. Limonia acinacis ingår i släktet Limonia och familjen småharkrankar. Inga underarter finns listade i Catalogue of Life.